# NGC 3424
NGC 3424 este o galaxie spirală situată în constelația Leul Mic. A fost descoperită în 7 decembrie 1785 de către William Herschel. Se află la o distanță de 25,4 de megaparseci de Pământ.